# 31559 Alonmillet
31559 Alonmillet este un asteroid din centura principală de asteroizi.

## Descriere
31559 Alonmillet este un asteroid din centura principală de asteroizi. A fost descoperit pe 15 martie 1999 la Socorro, New Mexico, în cadrul proiectului LINEAR. Asteroidul prezintă o orbită caracterizată de o semiaxă mare de 2,23 ua, o excentricitate de 0,09 și o înclinație de 6,1° în raport cu ecliptica.